# Булгаков, Александр Константинович
 Алекса́ндр Константи́нович Булга́ков  (1816—1873) — русский генерал-майор.

## Биография

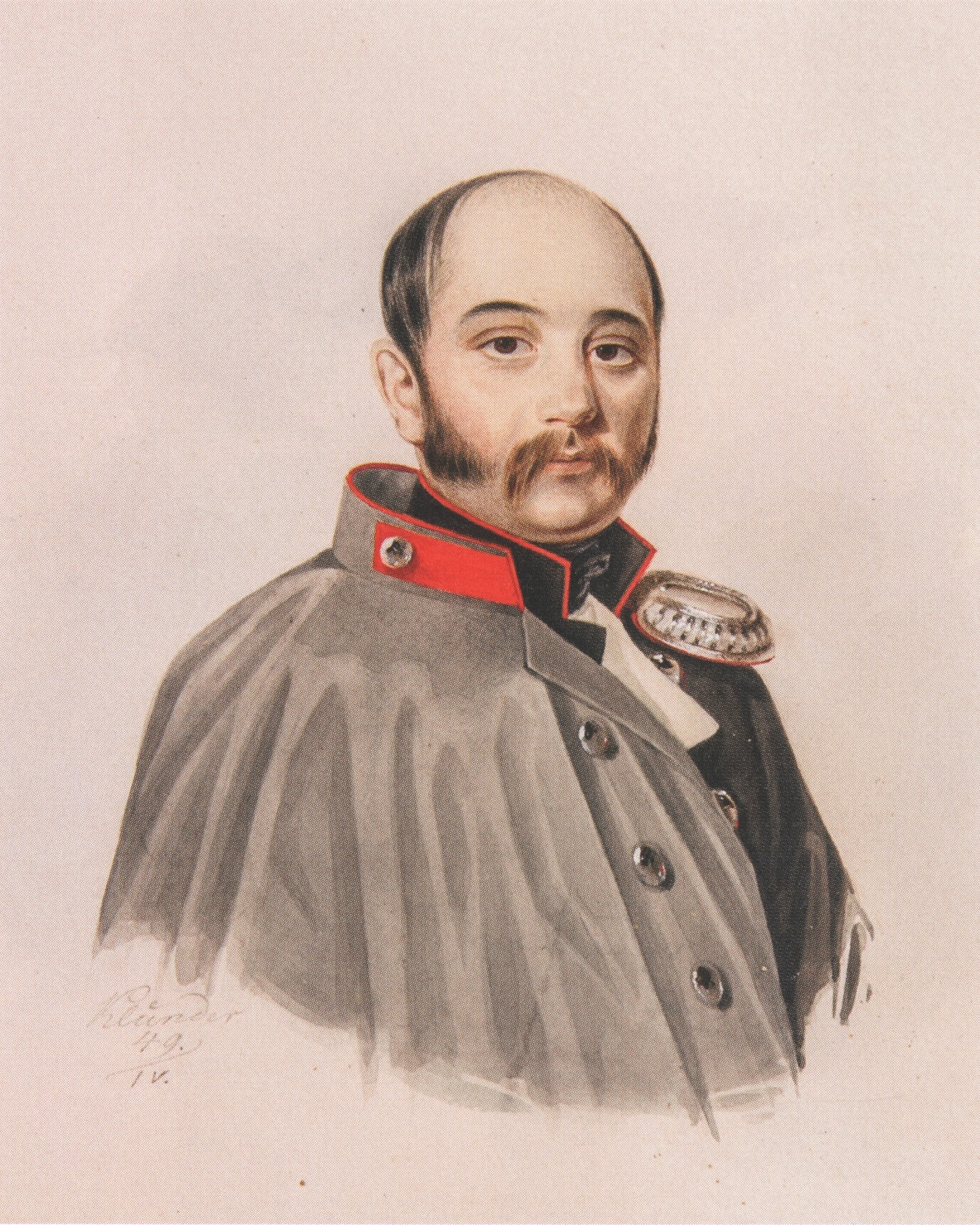
Портрет Александра Константиновича Булгакова, 1849 г.

Родился  в Санкт-Петербурге в 1816 году; по одним сведениям — 18 (30) ноября 1816 года, по другим — 18 (30) июля 1816 года. Отец — российский государственный деятель, дипломат, московский и петербургский почт-директор и управляющий почтовым департаментом Константин Яковлевич Булгаков.
Воспитывался дома. На службу поступил 21 октября 1834 года кавалергардским юнкером в школу, откуда из старших вахмистров 1 июля 1836 года корнетом был произведён в кавалергардский полк.
В 1840 году произведён в поручики, в 1843 году — в штабс-ротмистры, а в 1845 году — в ротмистры.  С 21 апреля 1845 года по 22 декабря 1851 года командовал 2-м эскадроном; 23 апреля 1851 года был произведён в полковники; 13 октября 1859 года уволен от службы в чине генерал-майора. Скончался 7 (19) марта 1873 года.
Издал отрывки из записок дяди Александра Яковлевича Булгакова и написал биографию отца.